# Thảo Phương
Thảo Phương (tên thật Nguyễn Mai Hương, quê Gia Viễn, Ninh Bình, 28 tháng 10 năm 1949 – 19 tháng 10 năm 2008) là một nhà thơ Việt Nam.

## Sự nghiệp
Thảo Phương tốt nghiệp cử nhân sinh học tại Hungary. Sau khi tốt nghiệp đại học, năm 1975 bà về dạy học tại Trung học phổ thông Cẩm Phả, Quảng Ninh. Từ 1977 đến 1983 bà dạy tại khoa Sinh học, Cao đẳng sư phạm Đà Lạt. Từ 1983 đến 1986, Thảo Phương là thư viện cán bộ trường Quản lý Kinh tế Trung ương tại Thành phố Hồ Chí Minh, sau về công tác tại phòng nghiên cứu di truyền Bệnh viện Phụ sản Thành phố Hồ Chí Minh. Từ 1991, bà công tác tại tạp chí Kiến thức ngày nay.
Năm 1990, Thảo Phương ra mắt tập Thơ Thảo Phương, được đánh giá là một giọng thơ nữ đặc biệt. Những tác phẩm tiếp theo là các tập thơ Bài ca buồn, Người đàn bà do đàn ông sinh ra, Khúc ca thời gian, tập truyện ngắn Chiếc gạt tàn vỏ ốc. Bài thơ Không đề gửi mùa đông của bà được Phú Quang phổ nhạc thành bài hát Nỗi nhớ mùa đông. Bà đã nhận được giải thưởng thơ của báo Văn Nghệ 1989-1997, và là hội viên Hội Nhà văn Việt Nam.
Ngoài sáng tác thơ, Thảo Phương còn viết kịch bản phim. Năm 2004, bà đạt giải Biên kịch xuất sắc hạng mục phim video tại Liên hoan phim Việt Nam lần thứ 14 với bộ phim Chim Phí bay về cội nguồn.
Giữa năm 2008, bà phát hiện bị ung thư, phải nằm bệnh viện điều trị, nhưng tình trạng sức khỏe ngày càng xấu đi. Ngày 19 tháng 10 năm 2008, bà qua đời tại nhà riêng.

## Gia đình
Thảo Phương và chồng bà có với nhau năm con trai. Tuy nhiên hai người đã ly dị.